# Hipolitów (powiat żyrardowski)
Hipolitów – wieś w Polsce położona w województwie mazowieckim, w powiecie żyrardowskim, w gminie Wiskitki. Ma status sołectwa.
| SIMC    | Nazwa           | Rodzaj    |
| ------- | --------------- | --------- |
| 0739343 | Stary Hipolitów | część wsi |

W latach 1975–1998 miejscowość należała administracyjnie do województwa skierniewickiego.